# 가사군

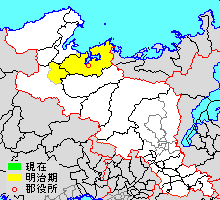
교토부 가사군의 위치

가사군(加佐郡)은 교토부(단고국)에 존재했던 군이다. 후쿠치야마시에 편입되어 군은 소멸했다.

### 군역
1897년에 행정구역으로 발족했을 당시의 군역은 대략 다음 구역에 해당한다.
- 마이즈루시의 전부
- 후쿠치야마시의 일부 도시
- 미야즈시의 일부 (유라·이시우라)

### 역사
7세기에 단바국에 속하는 가사평으로서 세워졌다. 701년 군제가 시행되어 가사군이 되었고, 713년 단고국이 나뉘자 이에 속하였다. 헤이안 시대와 무로마치 시대에는 가사군에 단고의 국부가 한때 놓여져 있었다.
- 1879년 4월 10일 - 군구정촌 편제법이 교토부에 시행되어, 행정 구역으로서의 가사군(加佐郡)이 발족.

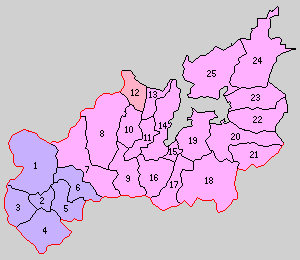
1.고모리카미촌 2.고모리시모촌 3.가와니시촌 4.가와히가시촌 5.아리지카미촌 6.아리지시모촌 7.오카다카미촌 8.오카다나카촌 9.오카다시모촌 10.마루야에촌 11.시노노메촌 12.유라촌 13.간자키촌 14.시쇼촌 15.마이즈루정 16.다카노촌 17.나카스지촌 18.이케우치촌 19.아마우치촌 20.구라하시촌 21.요호로촌 22.시라쿠촌 23.아세쿠촌 24.히가시오우라촌 25.니시오우라촌 (보라: 후쿠치야마시 분홍: 마이즈루시 빨강: 미야즈시)

- 1889년 4월 1일 - 정촌제 시행으로, 아래의 촌이 발족. 따로 표기하지 않은 경우는 현 마이즈루시.(1정 24촌)
  - 고모리카미촌(河守上村): 현 후쿠치야마시
  - 고모리시모촌(河守下村): 현 후쿠치야마시
  - 가와니시촌(河西村): 현 후쿠치야마시
  - 가와히가시촌(河東村): 현 후쿠치야마시
  - 아리지카미촌(有路上村): 현 후쿠치야마시
  - 아리지시모촌(有路下村): 현 후쿠치야마시
  - 오카다카미촌(岡田上村)
  - 오카다나카촌(岡田中村)
  - 오카다시모촌(岡田下村)
  - 마루야에촌(丸八江村)
  - 시노노메촌(東雲村)
  - 유라촌(由良村): 현 미야즈시
  - 간자키촌(神崎村)
  - 시쇼촌(四所村)
  - 마이즈루정(舞鶴町)
  - 다카노촌(高野村)
  - 나카스지촌(中筋村)
  - 이케우치촌(池内村)
  - 아마우치촌(余内村)
  - 구라하시촌(倉梯村)
  - 요호로촌(与保呂村)
  - 시라쿠촌(志楽村)
  - 아세쿠촌(朝来村)
  - 히가시오우라촌(東大浦村)
  - 니시오우라촌(西大浦村)
- 1890년 12월 10일 - 고모리시모촌이 정제 시행과 개칭으로 고모리정(河守町)이 됨.(2정 23촌)
- 1902년 6월 1일 - 아마우치촌의 일부가 분리되어 아마루베정(余部町)이 발족.(3정 23촌)
- 1906년 7월 1일 - 구라하시촌의 일부·시라쿠촌의 일부가 분리되어 신마이즈루정(新舞鶴町)이 발족.(4정 23촌)
- 1919년 11월 1일 - 아마루베정이 개칭하여 나카마이즈루정(中舞鶴町)이 됨.(4정 23촌)
- 1928년 10월 1일 - 마루야에촌·시노노메촌이 합병하여, 야쿠모촌(八雲村)이 발족.(4정 22촌)
- 1936년 8월 1일 - 시쇼촌·다카노촌·나카스지촌·이케우치촌·아마우치촌이 마이즈루정에 편입.(4정 17촌)
- 1938년 8월 1일
  - 마이즈루정이 시제 시행으로 마이즈루시(舞鶴市)가 되어, 군에서 이탈.(3정 17촌)
  - 신마이즈루정·나카마이즈루정·구라하시촌·요호로촌·시라쿠촌이 합병하여, 히가시마이즈루시(東舞鶴市)가 발족, 군에서 이탈.(1정 14촌)
- 1942년 8월 1일 - 아세쿠촌·히가시오우라촌·니시오우라촌이 히가시마이즈루시에 편입.(1정 11촌)
- 1951년 4월 1일 - 고모리정이 고모리카미촌·가와니시촌·가와히가시촌·아리지카미촌·아리지시모촌을 편입한 후 개칭하여 오에정(大江町)이 됨.(1정 6촌)
- 1955년 4월 20일 - 오카다카미촌·오카다나카촌·오카다시모촌·야쿠모촌·간자키촌이 합병하여, 가사정(加佐町)이 발족.(2정 1촌)
- 1956년 9월 20일 - 유라촌이 미야즈시에 편입.(2정)
- 1957년 5월 27일 - 가사정이 마이즈루시에 편입.(1정)
- 2006년 1월 1일 - 오에정이 후쿠치야마시에 편입. 가사군이 소멸함.